# Günter Pilz
Günter Pilz (* 19. März 1945 in Bad Hall, Oberösterreich) ist österreichischer Mathematiker. Er ist Professor für Mathematik an der Johannes Kepler Universität (JKU) Linz. Er leitet das Institut für Algebra.

## Leben
Nach seinem Studium der Mathematik und Physik an der Universität Wien (1963–1967) und seiner Promotion zum Dr. phil. (1967) übte Günter Pilz diverse Assistenztätigkeit aus: Wissenschaftliche Hilfskraft und Universitäts-Assistent am Institut für Mathematik der Universität Wien (1966–1968), Assistent am Institut für Statistik der Technischen Universität Wien (1968–1969), Wissenschaftlicher Mitarbeiter am Department of Mathematics, University of Arizona, USA (1969–1970) und Assistent am Institut für Mathematik an der Universität Linz (1970–1974). Seine Habilitation erfolgte 1971. 1974 wurde er zum Professor für Mathematik an die JKU berufen. Ehe er 1996 zum Vorstand des Instituts für Algebra ernannt wurde, leitete er das Institut für Mathematik (1980–1983 und 1987–1993).
Von 1996 bis 2000 war Pilz Studiendekan an der Technisch-Naturwissenschaftlichen Fakultät, von 2000 bis 2007 Vizerektor für Forschung. Weiters war er Vorsitzender im Forum Forschung der Österreichischen Rektorenkonferenz (2001–2005) und wurde zum Österreichischen Delegierten für „Ehrlichkeit in der Forschung“ bei der OECD gewählt (2003). Sein Arbeitsgebiet sind Algebraische Strukturen in Theorie und Anwendungen. Er ist Honorarprofessor an der Shandong Univ. of Technology in China und Ehrendoktor der Staatliche Gorki-Universität des Uralgebiets in Jekaterinburg, Russland. Er war auch Mitglied im Rat für Forschung und Technologie für Oberösterreich (2003–2008).

## Arbeits- und Forschungsschwerpunkte
- Theorie und Anwendung von Fastringen, also von Kollektionen von Dingen, „mit denen man fast so gut rechnen kann wie mit Zahlen“. Diese Fastringe haben zahlreiche Anwendungen, z. B. bei der Erstellung optimaler statistischer Versuchspläne.

## Auszeichnungen
- Silbernes Ehrenzeichen des Landes Oberösterreich (2007/08)

## Veröffentlichungen (Auswahl)
- Near-rings. The theory and its applications (= North Holland mathematics studies, Bd. 23). North Holland, Amsterdam 1977,  ISBN 0-7204-0566-1 (Neuauflage 1983).
- (mit Rudolf Lidl): Angewandte abstrakte Algebra. Zwei Bände. Bibliographisches Institut, Mannheim 1982 (engl. Ausgabe u.d.T.: Applied abstract algebra. Springer, New York 1984, ISBN 0-387-96166-6, 2. Aufl. 1998).
- Algebra. Ein Reiseführer durch die schönsten Gebiete (= Schriftenreihe für Mathematik, Bd. 5). Trauner, Linz 1984, ISBN 3-85320-331-0 (2. Aufl. 1989).
- Einführung in die Mathematik. Mit Anwendungen in den Wirtschafts-, Sozial- und Informationswissenschaften (= Schriftenreihe für Mathematik, Bd. 2). Trauner, Linz 1986, ISBN 3-85320-247-0).
- Endliche Strukturen (= Schriftenreihe für Mathematik, Bd. 8). Trauner, Linz 1988, ISBN 3-85320-428-7.
- (mit  Alexander V. Mikhalev): The concise handbook of Algebra. Kluwer, Dordrecht 2002, ISBN 0-7923-7072-4.
- (mit Jörg R. Mühlbacher/Marcel Widi): Mathematik explorativ. Ausgewählte Kapitel der Algebra, Zahlentheorie und Graphentheorie für Anwendung in der Informatik. Trauner, Linz 2006, ISBN 3-85499-070-7.